# Diocesi di Hallam
La diocesi di Hallam (in latino Dioecesis Hallamensis) è una sede della Chiesa cattolica in Inghilterra suffraganea dell'arcidiocesi di Liverpool. Nel 2023 contava 65.735 battezzati su 1.625.660 abitanti. È retta dal vescovo Ralph Heskett, C.SS.R.
Patrona della diocesi è Nostra Signora del Perpetuo Soccorso, celebrata nella diocesi il 27 giugno.

## Territorio
La diocesi comprende un'area anticamente chiamata Hallamshire, da cui deriva il nome di Hallam attribuito alla diocesi. Quest'area corrisponde alla contea di South Yorkshire e a porzioni delle contee di Derbyshire e di Nottinghamshire.
Sede vescovile è la città di Sheffield, dove si trova la cattedrale di Santa Maria.
Il territorio è suddiviso in 52 parrocchie.

## Storia
La diocesi è stata eretta il 30 maggio 1980 con la bolla Qui arcano Dei di papa Giovanni Paolo II, ricavandone il territorio dalle diocesi di Leeds e di Nottingham.
Non ha assunto il nome di diocesi di Sheffield per le disposizioni contenute nel Roman Catholic Relief Act 1829 che proibiscono di costituire diocesi cattoliche (o di altre Chiese) con lo stesso nome delle esistenti diocesi anglicane, in quanto esiste già, dal 1914, una diocesi anglicana di Sheffield.

## Cronotassi dei vescovi
Si omettono i periodi di sede vacante non superiori ai 2 anni o non storicamente accertati.
- Gerald Moverley † (30 maggio 1980 - 9 luglio 1996 ritirato)
- John Rawsthorne (4 giugno 1997 - 20 maggio 2014 ritirato)
- Ralph Heskett, C.SS.R., dal 20 maggio 2014

## Statistiche
La diocesi nel 2023 su una popolazione di 1.625.660 persone contava 65.735 battezzati, corrispondenti al 4,0% del totale.
| anno | popolazione | popolazione | popolazione | presbiteri | presbiteri | presbiteri | presbiteri                | diaconi | religiosi | religiosi | parrocchie |
| anno | battezzati  | totale      | %           | numero     | secolari   | regolari   | battezzati per presbitero | diaconi | uomini    | donne     | parrocchie |
| ---- | ----------- | ----------- | ----------- | ---------- | ---------- | ---------- | ------------------------- | ------- | --------- | --------- | ---------- |
| 1980 | ?           | 1.500.000   | ?           | 113        | 89         | 24         | ?                         |         |           |           | 61         |
| 1990 | 69.995      | 1.506.000   | 4,6         | 97         | 82         | 15         | 721                       |         | 16        | 139       | 65         |
| 1999 | 69.809      | 1.500.000   | 4,7         | 91         | 76         | 15         | 767                       | 2       | 16        | 97        | 65         |
| 2000 | 69.000      | 1.500.000   | 4,6         | 92         | 77         | 15         | 750                       | 3       | 16        | 97        | 65         |
| 2001 | 67.589      | 1.500.000   | 4,5         | 88         | 73         | 15         | 768                       | 3       | 16        | 97        | 65         |
| 2002 | 65.601      | 1.500.000   | 4,4         | 88         | 73         | 15         | 745                       | 5       | 16        | 97        | 65         |
| 2003 | 65.871      | 1.500.000   | 4,4         | 87         | 72         | 15         | 757                       | 6       | 16        | 93        | 65         |
| 2004 | 66.000      | 1.500.000   | 4,4         | 89         | 74         | 15         | 741                       | 7       | 16        | 97        | 65         |
| 2006 | 62.559      | 1.504.000   | 4,2         | 70         | 65         | 5          | 893                       | 8       | 5         | 87        | 65         |
| 2013 | 60.188      | 1.569.000   | 3,8         | 61         | 61         |            | 986                       | 14      |           | 56        | 60         |
| 2016 | 61.000      | 1.589.000   | 3,8         | 49         | 49         |            | 1.244                     | 18      |           | 44        | 62         |
| 2019 | 65.000      | 1.607.700   | 4,0         | 51         | 51         |            | 1.274                     | 19      |           | 37        | 53         |
| 2021 | 65.500      | 1.620.150   | 4,0         | 51         | 51         |            | 1.284                     | 19      |           | 34        | 53         |
| 2023 | 65.735      | 1.625.660   | 4,0         | 56         | 48         | 8          | 1.173                     | 16      | 8         | 30        | 52         |